# مونيكا سيليش
مونيكا سيليش (بالمجرية: Szeles Mónika)‏ (ولدت في مدينة نوفيساد في يوغسلافيا في 2-12-1973) هي لاعبة تنس ومصنفة أولى سابقا. فازت سيليش بتسعة بطولات جراند سلام وكانت أصغر لاعبة تفوز في بطولة رولان غاروس. وكانت في العامين 1991 و 1992 المصنفة الأولى عالميا وسيطرت تماما على ملاعب التنس. لكن حادثة طعن تعرضت لها سيليش أثناء بطولة أقيمت في ألمانيا أبعدتها عن ملاعب التنس لمدة سنتين لكنها عادت في العام 1995 وحققت بعض النجاحات إلا أنها لم تستطع أن تسترجع كامل مستواها. وقد أعتزلت سيليش في 14 فبراير 2008.

## بطولات الجراند سلام

### ألقاب الفردي (9)
| السنة | البطولة                   | الخصم في النهائي       | نتيجة المجموعات |
| 1990  | فرنسا المفتوحة            | شتيفي غراف             | 7-6, 6-4        |
| 1991  | أستراليا المفتوحة         | يانا نوفوتنا           | 5-7, 6-3, 6-1   |
| 1991  | فرنسا المفتوحة            | أرانتشا سانشيز فيكاريو | 6-3, 6-4        |
| 1991  | الولايات المتحدة المفتوحة | مارتينا نفراتيلوفا     | 7-6, 6-1        |
| 1992  | أستراليا المفتوحة         | ماري جو فرنانديز       | 6-2, 6-3        |
| 1992  | فرنسا المفتوحة            | شتيفي غراف             | 6-2, 3-6, 10-8  |
| 1992  | الولايات المتحدة المفتوحة | أرانتشا سانشيز فيكاريو | 6-3, 6-3        |
| 1993  | أستراليا المفتوحة         | شتيفي غراف             | 4-6, 6-3, 6-2   |
| 1996  | أستراليا المفتوحة         | أنكه هوبر              | 6-4, 6-1        |

### نهائي (4)
| السنة | البطولة                   | الخصم في النهائي       | نتيجة المجموعات |
| 1992  | ويمبلدون                  | شتيفي غراف             | 2-6, 1-6        |
| 1995  | الولايات المتحدة المفتوحة | شتيفي غراف             | 6-7, 6-0, 3-6   |
| 1996  | الولايات المتحدة المفتوحة | شتيفي غراف             | 5-7, 4-6        |
| 1998  | فرنسا المفتوحة            | أرانتشا سانشيز فيكاريو | 6-7, 6-0, 2-6   |

## ألقاب أخرى

### ألقاب الفردي (53)
| السنة | البطولة                                                                      |
| 1989  | هيوستن                                                                       |
| 1990  | ميامي، سان أنطونيو، تامبا, روما، برلين, لوس أنحلوس، أوكلاند, بطولة المحترفين |
| 1991  | ميامي، هيوستن, لوس أنجلوس، طوكيو, ميلانو، فيلادلفيا, بطولة المحترفين         |
| 1992  | إسن، انديان ولز، هيوستن, برشلونة، طوكيو, أوكلاند، بطولة المحترفين            |
| 1993  | شيكاغو                                                                       |
| 1994  | لم تلعب                                                                      |
| 1995  | تورنتو                                                                       |
| 1996  | طوكية، سيدني, إيستبورن، مونتريال                                             |
| 1997  | لوس أنجلوس، تورنتو, طوكيو                                                    |
| 1998  | مونتريال، طوكيو                                                              |
| 1999  | أميلي أيلاند                                                                 |
| 2000  | أوكلاهوما سيتي، أميلي أيلاند، روما                                           |
| 2001  | أوكلاهوما سيتي، باهيا, طوكيو، شانغهاي                                        |
| 2002  | الدوحة، مدريد                                                                |

### ألقاب الزوجي (6)
| السنة | البطولة       | الشريك          |
| 1990  | روما المفتوحة | هيلين كيليسي    |
| 1991  | سان أنطونيو   | باتي فينديك     |
| 1991  | روما المفتوحة | جينيفر كابرياتي |
| 1992  | روما المفتوحة | هيليني سوكوفا   |
| 1997  | طوكيو         | آي سوجيياما     |
| 1998  | طوكيو         | آنا كورنيكوفا   |

## حقائق
- أول لاعبة تنس تفوز بأول ستة بطولات جراند سلام تلعبها دون خسارة.
- فازت بأول مباراة من أصل خمس مجموعات عندما هزمت الأرجنتينية غأبريللا ساباتيني في بطولة نهاية العام.
- فازت بـ 33 مباراة بدون خسارة في بطولة أستراليا المفتوحة للتنس.
- أول لاعبة منذ عام 1937 تفوز بثلاث ألقاب متتالية في بطولة فرنسا المفتوحة للتنس.
- الفرق في العمر بينها (17 سنة) وبين اللاعبة مارتينا نفراتيلوفا (34 سنة) في نهائي الولايات المتحدة عام 1991 كان الأكبر في تاريخ بطولات الجراند سلام.
- في نفس النهائي كان أول مباراة تجمع لاعبتين تلعبان باليد اليسرى.
- فازت بجائزة «بطلة سانكس» للعام 2002.
- سميت أحد البحيرات في الهند باسمها.

## انظرأيضا
- قائمة الفائزات بفردي سيدات ويمبلدون

## روابط خارجية
- مونيكا سيليش على موقع IMDb (الإنجليزية)
- مونيكا سيليش على موقع الموسوعة البريطانية (الإنجليزية)
- مونيكا سيليش على موقع إن إن دي بي (الإنجليزية)
- مونيكا سيليش على موقع قاعدة بيانات الفيلم (الإنجليزية)
- مونيكا سيليش على موقع رابطة محترفات التنس (الإنجليزية)
- مونيكا سيليش على موقع الاتحاد الدولي لكرة المضرب (الإنجليزية)
- مونيكا سيليش على موقع كأس بيلي جين كينغ (الإنجليزية)
- مونيكا سيليش على موقع قاعة مشاهير كرة المضرب الدولية (الإنجليزية)
- مونيكا سيليش على موقع بطولة ويمبلدون (الإنجليزية)
- مونيكا سيليش على موقع خلاصة التنس.كوم (الإنجليزية)
- مونيكا سيليش على موقع اللجنة الأولمبية الدولية (الإنجليزية)
- مونيكا سيليش على موقع أوليمبيديا (الإنجليزية)
- مونيكا سيليش على موقع قاعة فلوريدا للمشاهير الرياضية (الإنجليزية)